# Fem dage for freden
Fem dage for freden er en dansk dokumentarfilm fra 1978 med instruktion og manuskript af Nils Vest.

## Handling
NATOs ministerrådsmøde i København i juni 1973 trues af undergravende elementer, men NATOs 'Brandkorps' redder situationen. Filmen viser en af Teatergruppen Solvognens store gadeteater-aktioner, som gav genlyd både i og udenfor Danmark. 
Filmen indeholder desuden optagelser fra selve ministerrådsmødet på Frederiksberg Rådhus med bl. a. Anker Jørgensen samt klip fra historiske NATO propaganda-film, fundet i filmarkivet Visnews i London.
Filmen var produceret på Filmværkstedet og havde premiere i Husets biograf Delta Bio sammen med Hellere rask og rig end syg og fattig.